# Oncorhynchus masou formosanus
Oncorhynchus masou formosanus hay cá hồi Đài Loan là một loài cá hồi đặc hữu của Đài Loan.

## Hình ảnh

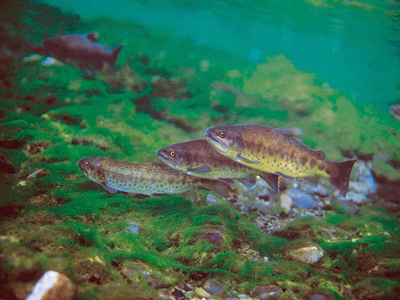
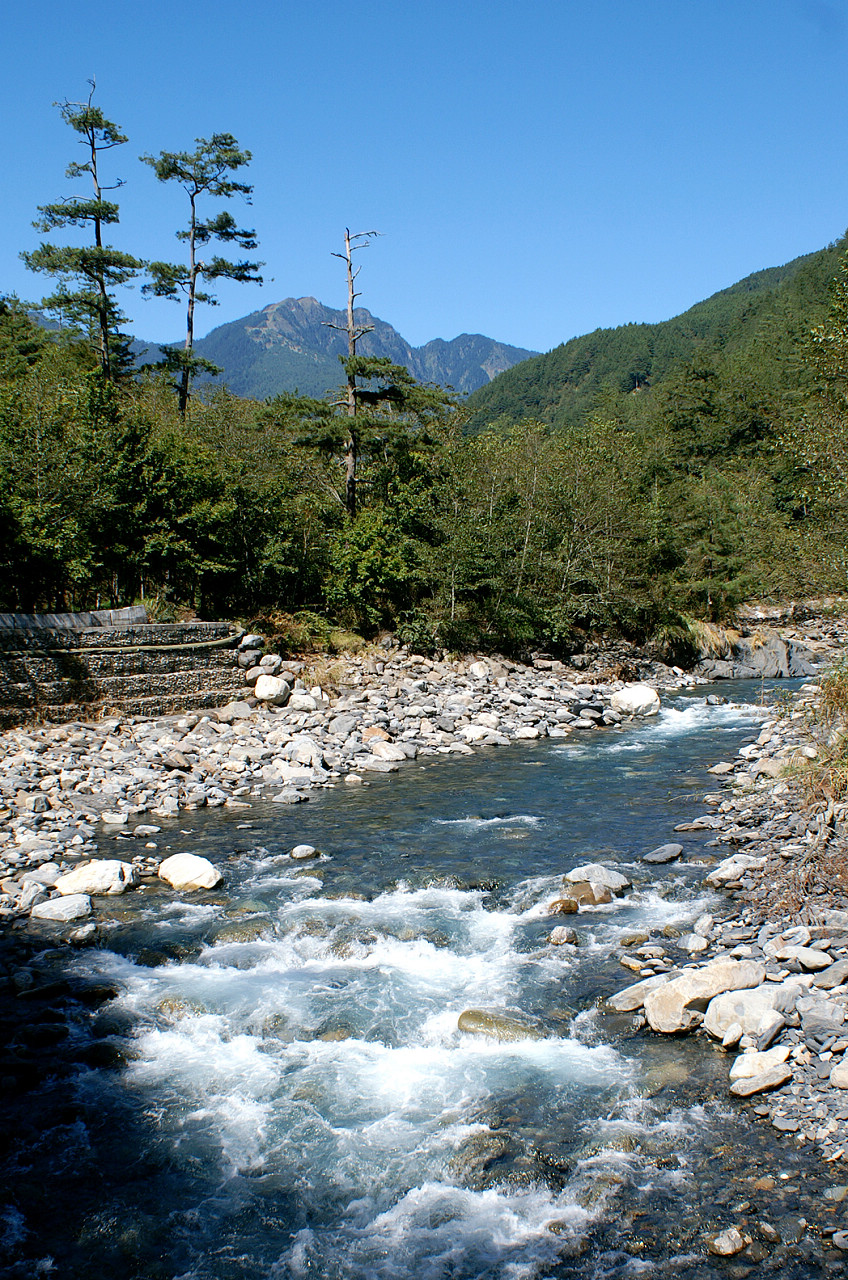